# Besednice
Besednice (deutsch Bessenitz) ist eine Minderstadt im Okres Český Krumlov in Tschechien. Sie liegt etwa sechs Kilometer südwestlich von Trhové Sviny und gehört zur Region Jihočeský kraj.

## Geographie
Besednice liegt im Vorland des Gratzener Berglandes im Hühnergebirge, das zum Nationalpark Soběnovská vrchovina gehört. Nachbarorte sind Něchov (Mechau) im Norden, Keblany und Mohuřice im Nordosten, Slavče (Slabsch) im Osten, Klení (Gollnetschlag) im Südosten, Soběnov im Süden, Pořešín im Südwesten und Velešín im Nordwesten. Südöstlich erhebt sich der 869 m hohe Kohout (Hahn). In der Nähe liegen die Naturschutzgebiete „Vysoký Kámen“ und „Ševcova hora“.

### Gemeindegliederung
Die Gemeinde Besednice besteht aus den Ortsteilen  Besednice (Bessenitz) und  Malče (Maltsche), die zugleich auch Katastralbezirke bilden. Zu Besednice gehören außerdem die Ansiedlungen Bída und Buda.

### Nachbargemeinden
| Svatý Jan nad Malší | Ločenice                                    |        |
|                     | Kompassrose, die auf Nachbargemeinden zeigt | Slavče |
| Kaplice             | Soběnov                                     |        |

## Geschichte
Bessenitz wurde 1395 erstmals erwähnt, als Heinrich III. von Rosenberg Besenicze der Pfarrkirche St. Veit in Krumau schenkte, zu deren Gütern es bis zur Aufhebung der Patrimonialherrschaft 1848 gehörte. 1786 wurde die St.-Prokop-Kirche errichtet und im selben Jahr eine Schule eröffnet, die 1833 ein neues Gebäude erhielt. Ab 1850 war der Ort Teil des Gerichtsbezirks Schweinitz, der später Teil des Bezirks Budweis wurde. 1910 wurde Bessenitz zum Marktflecken erhoben und mit der Aufzeichnung der Gemeindechronik begonnen. Von wirtschaftlicher Bedeutung waren die Granit- und Ziegelverarbeitung.
Nach der Gründung der Tschechoslowakei 1918 erhielt Bessenitz die amtliche tschechische Ortsbezeichnung Besednice. Nach dem Münchner Abkommen verblieb Besednice bei der Tschechoslowakei und gehörte von 1939 bis 1945 zum Politischen Bezirk Budweis im Protektorat Böhmen und Mähren.
Als Folge des Zweiten Weltkriegs erfolgte 1946 die Vertreibung der deutschen Bevölkerung. Nach dem politischen Umbruch von 1989 erfolgten Maßnahmen zur Hebung der Infrastruktur. 1995 wurde das 600-jährige Gründungsjubiläum gefeiert. Im selben Jahr gewann Besednice den dritten Platz des Wettbewerbs „Das schönste Dorf Südböhmens“ sowie den Preis „Die blaue Schleife“. Am 10. Oktober 2006 erhielt es den Status eines Městys zurück.

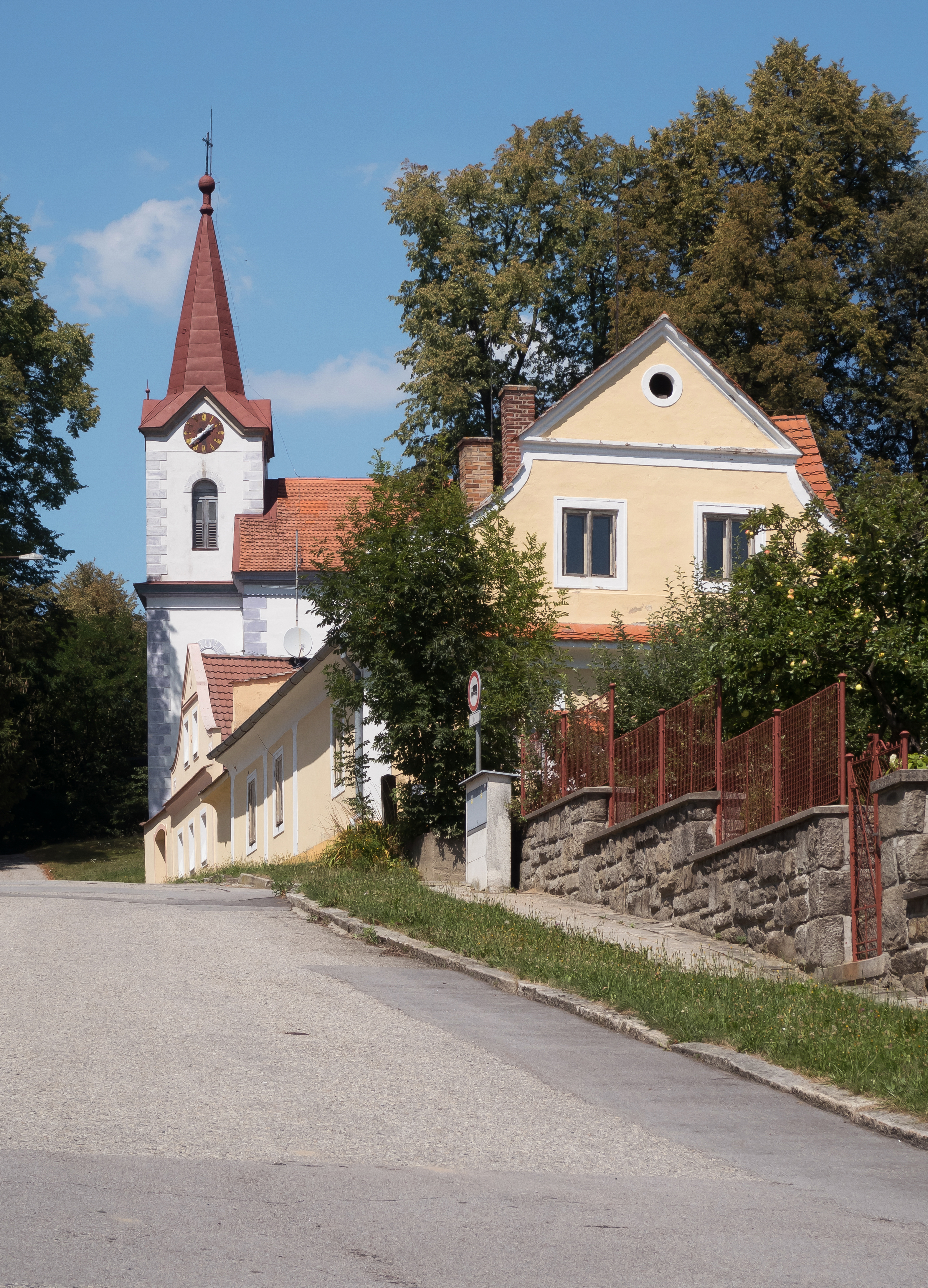
Sankt-Prokop-Kirche

## Sehenswürdigkeiten
- Rathaus
- Barocke St.-Prokop-Kirche von 1786
- Pfarrhaus
- St.-Nepomuk-Kapelle
- Naturdenkmal (PP) Besednické vltavíny, das 28 ha große Gebiet am östlichen Ortsrand ist seit 1995 geschützt. Im Schutzgebiet liegt eine alte Tongrube, die als reichhaltiger Fundort von Moldaviten gilt.
- Gehöfte im böhmischen Bauernbarock
- Aussichtsturm auf der Slabošovka, westlich des Ortes